# Ovtsjinnikovo
Ovtsjinnikovo (Russisch: Овчинниково) is een plaats (selo) in de selskoje poselenieje van Barabasj van het district Chasanski in het uiterste zuidwesten van de Russische kraj Primorje. De plaats telt 97 inwoners (1 januari 2005), waarmee het tot de kleinere nederzettingen van het district behoort.

## Geografie
De plaats ligt aan de rivier de Barabasjevka, op 28 kilometer van haar instroom in de Amoerbaai. De plaats ligt over de weg op 11 kilometer verwijderd van de rijksweg Razdolnoje - Chasan (A189), op 58 kilometer van het districtcentrum Slavjanka en ongeveer 140 kilometer van Vladivostok. Het dichtstbijzijnde spoorstation Primorskaja bevindt zich 23 kilometer zuidelijker in de plaats Primorski.

## Geschiedenis
De plaats werd gesticht in 1898. Over de oorsprong van de naam van de plaats bestaan twee hypotheses: Volgens de ene zou het zijn vernoemd naar een Russische officier die een veldmeting in het gebied uitvoerde voor de douane en volgens de andere zou de plaats zijn vernoemd naar de Russische handelaar Nikolaj Afanasjevitsj Ovtsjinnikov.
In 1910 woonden er 26 mensen (allen orthodox); 11 Russen, 6 Oekraïners ('Klein-Russen'), 1 Koreaan en 8 waarvan de nationaliteit niet bekend was. Dat jaar werd er een school geopend. In 1929 werd de kolchoz Im. Vorosjilova opgezet bij het dorp, die in 1957 werd hernoemd tot im. Ovtsjinnikova. In 1960 werd de kolchoz omgevormd tot een sovchoz.
| 1910 | 1959 | 2005 |
| ---- | ---- | ---- |
| 26   | 153  | 97   |

Bestuurlijk centrum: Slavjanka

Andrejevka · Bamboerovo · Barabasj · Barsovy · Baza Kroeglaja · Bezverchovo · Chasan · Filippovka · Gvozdevo · Kamysjovoje · Kedrovaja · Kraskino · Kravtsovka · Lebedinoje · Majak Bjoesse · Majak Gamova · Narva · Ovtsjinnikovo · Perevoznoje · Pojma · Posjet · Pozjarski · Primorski · Provalovo · Risovaja Pad · Rjazanovka · Romasjka · Sjachtjorskoje · Soechaja Retsjka · Soechanovka · Tsoekanovo · Vitjaz · Zajsanovka · Zanadvorovka · Zaroebino